# Live at Eindhoven '87
Live Eindhoven '87 es una reedición remasterizada del EP Live at Eindhoven del grupo estadounidense de thrash metal Testament, publicado el 14 de abril de 2009 bajo la discográfica Prosthetic Records. En la actualidad, la banda cuenta con los miembros originales de la interpretación, que actuaron en la edición del año 1987 del Dynamo Open Air Festival en Eindhoven. También se añadió una nueva carátula para el disco.

## Lista de canciones
1. Disciples of the Watch
2. The Haunting
3. Apocalyptic City
4. First Strike Is Deadly
5. Burnt Offerings
6. Alex Skolnick's Guitar Solo
7. Over The Wall
8. Do or Die
9. Curse of the Legion of Death (C.O.T.L.O.D.)
10. Reign of Terror

## Créditos
- Chuck Billy: Vocales
- Alex Skolnick: Guitarra principal
- Eric Peterson: Guitarra rítmica
- Greg Christian: Bajo
- Louie Clemente: Batería

- Datos: Q11689338